# Pilotrichella mauiensis
Pilotrichella mauiensis là một loài Rêu trong họ Meteoriaceae. Loài này được (Sull.) A. Jaeger miêu tả khoa học đầu tiên năm 1877.